# 30227 Jansensturgeon
30227 Jansensturgeon è un asteroide della fascia principale. Scoperto nel 2000, presenta un'orbita caratterizzata da un semiasse maggiore pari a 2,574971 UA e da un'eccentricità di 0,163392, inclinata di 6,829552° rispetto all'eclittica.